# Atid (Partei)
Atid (hebräisch עתיד, lit. Zukunft) war eine 2-Personen-Faktion der 13. Knesset in Israel. Sie gründete sich am 27. November 1995 als Abspaltung der Ji’ud und bestand aus den Abgeordneten Alex Goldfarb und Esther Salmovitz. Die Ji’ud ihrerseits war eine Abspaltung der Tzomet, die entstand, als sich Gonen Segev mit Fraktionsführer Rafael Eitan überwarf und zusammen mit Goldfarb und Salmovitz die Ji’ud gründete.
Zum Zeitpunkt der Gründung von Atid war die Ji’ud Teil der Regierungskoalition von Shimon Peres. Goldfarb, der seit dem 2. Januar 1992 bereits stellvertretender Minister für Bau- und Wohnungswesen gewesen war, behielt seinen Posten bis zum 18. Juni 1996, dem Ende der Legislaturperiode. Danach löste Atid sich auf.

## Liste der Knessetabgeordnete
| Name             | Amtsdauer | Minister                                              |
| ---------------- | --------- | ----------------------------------------------------- |
| Alex Goldfarb    | 1995–1996 | stellvertretender Minister für Bau- und Wohnungswesen |
| Esther Salmovitz | 1995–1996 |                                                       |